# 금산 보석사 목조석가여래삼존좌상
금산 보석사 목조석가여래삼존좌상(錦山 寶石寺 木造釋迦如來三尊坐像)은 대한민국 충청남도 금산군 남이면, 보석사에 있는 조선시대의 불상이다. 2011년 7월 20일 충청남도의 유형문화재 제214호로 지정되었다.

## 개요
보석사 대웅전에는 석가여래를 중심으로 좌우에 문수보살과 보현보살이 협시한 석가여래삼존좌상이 봉안되어 있다. 삼존좌상 모두 둥글넓적한 얼굴, 반듯한 코에 반개한 눈과 입매가 살짝 올라간 입술 등이 조화를 이룬 단정한 인상을 하고 있다. 신체비례를 보면, 머리에 비해 어깨가 폭이 넓고 허리가 길며, 무릎 폭이 넓어 전체적으로 균형있고 안정감이 있다.
석가불은 오른쪽 어깨를 대의로 살짝 덮은 변형우견편단을 입고, 오른손을 무릎 아래로 내려뜨린 항마촉지인을 취하고 있으며 드러난 가슴과 팔과 손에는 살의 느낌이 살도록 긴장감있는 양감처리를 하였다.
여래가 어깨에 걸친 대의자락과 결가부좌한 양 무릎에 표현된 옷주름 표현도 유연하면서 힘이 있다. 협시보살인 문수보살과 보현보살은 석가불과 같이 당당하고 균형 잡힌 신체를 하고 있다. 다만 문수보살은 어깨에 천의를 걸치고 보현보살은 편삼에 대의를 걸친 착의법을 하고 있으며, 서로 반대반향으로 연꽃 가지를 들고 있는 점 등에서 차이를 보이고 있다. 문수보살은 배부분에 화문장식이 있고 양 무릎에는 장식구가 있는데 이는 복갑과 갑대의 단순한 형태로 여겨진다. 이처럼 협시보살의 착의법이 서로 다르고, 문수보살처럼 복갑을 착용한 예는 1629년 《군산 은적사 목조석가여래삼존상》과 유사하며, 상호 및 복갑의 표현 등은 1655년 혜희가 조성한 《법주사 원통보전 목조보살좌상》과 비슷하다.
보석사 석가여래삼존좌상은 복장물이나 발원문은 남아 있지 않지만 전형적인 17세기 석가여래삼존불의 특징을 보이는 작품으로 규모가 클 뿐만 아니라 넓은 어깨와 무릎의 표현 등에서 균형잡힌 신체비례를 보이며 복갑과 갑대의 장식적인 처리 등 전체적으로 힘이 있으면서도 우수한 조형성을 보여주는 작품이다.

## 현지 안내문
삼존좌상 모두 둥글넓적한 얼굴, 반듯한 코에 반개한 눈과 입매가 살짝 올라간 입술 등이 조화를 이룬 단정한 인상을 하고 있으며, 어깨가 폭이 넓고 허리가 길며, 무릎 폭이 넓어 전체적으로 균형있고 안정감이 있다. 석가불은 변형우견편단을 입고, 항마촉지인을 취하고 있으며 옷주름 표현도 유연하면서 힘이 있음. 협시보살인 문수보살과 보현보살은 석가불과 같이 당당하고 균형 잡힌 신체를 하고 있다. 다만 문수보살은 어깨에 천의를 걸치고 보현보살은 편삼에 대의를 걸친 착의법을 하고 있으며, 서로 반대반향으로 연꽃 가지를 들고 있는 점 등에서 차이를 보인다. 문수보살은 배부분에 화문장식이 있고 양 무릎에는 장식구가 있는데 이는 복갑과 갑대의 단순한 형태로 여겨진다. 보석사 석가여래삼존좌상은 복장물이나 발원문은 남아 있지 않지만 전형적인 17세기 석가여래삼존불의 특징을 보이는 작품으로 규모가 클 뿐만 아니라 전체적으로 힘이 있으면서도 우수한 조형성을 보여주는 작품이다.

## 규격
- 석가여래 : 상높이 122.2cm 무릎너비 94.7cm
- 문수보살 : 상높이 101.5cm 무릎너비 73.3cm
- 보현보살 : 상높이 102.5cm 무릎너비 73.3cm

## 참고 문헌
- 이 문서에는 다음커뮤니케이션(현 카카오)에서 GFDL 또는 CC-SA 라이선스로 배포한 글로벌 세계대백과사전의 "《금산 보석사 목조석가여래삼존좌상》" 항목을 기초로 작성된 글이 포함되어 있습니다.

## 같이 보기
- 보석사
- 보석사 대웅전 - 충청남도 유형문화재 143호
- 금산 보석사 은행나무 - 대한민국 천연기념물 제365호

## 참고 자료
- 금산 보석사 목조석가여래삼존좌상 - 국가유산청 국가유산포털